# Station Wiślica
Station Wiślica is een spoorwegstation in de Poolse plaats Koniecmosty.